# Ehrenfeld Náthán
Ehrenfeld Náthán (Csúz, 1843 – Berlin, 1912. február 17.) rabbi.

## Élete
Pozsonyban és Bécsben tanult, majd a kieli egyetemen filozófiai doktorátust tett. Előbb Brandenburgban, majd Prenzlauban, 1878-ben Gnesenben, 1890-ben Prágában lett főrabbi. 1900-ban Berlinbe hívták meg, mint kiváló hitszónokot, de a meghívást nem fogadta el és haláláig prágai főrabbi maradt. Utóda veje, a szintén magyar Bródy Henrik lett. A zsidó tanítóképző intézet felállítása és a régi prágai intézmények felvirágoztatása az ő munkásságának köszönhető.